# Лютнянський Мирослав Русланович
Мирослав Русланович Лютнянський (нар. 10 січня 1994, с. Степанки, Вінницька область, Україна) — український футболіст, воротар словацького клубу «Павловце-над-Угом» з однойменного села.
Собранце

## Біографія
Займався футболом в київському РВУФК, з якого перебрався в ужгородську СДЮШОР. У 2009 році став гравцем прем'єрлігового «Закарпаття», проте грав виключно за молодіжну команду (4 матчі, 10 пропущених голів).
У 2013—2014 роках грав за аматорську команду «Поляна» (Свалява) у чемпіонаті Закарпатської області, після чого виступав за словацький клуб «Собранце».
У 2015—2016 роках виступав за аматорський клуб «Ужгород».